# Mercedes-Benz W 07
Mercedes-Benz W 07 war die interne Bezeichnung der Daimler-Benz AG für den Mercedes-Benz Typ 770 „Großer Mercedes“. Als Nachfolger des Mercedes 630 mit 6,3-Liter-Sechszylindermotor war der 5,6 Meter lange „Typ 770“ mit 7,7-Liter-Achtzylindermotor ab 1930 im Mercedes-Pkw-Programm. Der noch längere W 150 mit dem gleichen Motor und 13 Zentimeter mehr Radstand wurde 1938 vorgestellt.

## Allgemeines
Der Mercedes-Benz W 07 war als erster Serien-Pkw mit einem Achtzylinder-Kompressormotor erhältlich und seinerzeit der größte und teuerste Pkw der Marke Mercedes-Benz. Mitte Januar 1931 erhielt der ehemalige deutsche Kaiser Wilhelm II. ein sechssitziges (F)-Cabriolet. Als Staatskarosse diente der Typ 770 unter anderem Reichspräsident von Hindenburg, dem japanischen Kaiser Hirohito, Papst Pius XI., Pius XII. und Adolf Hitler.
Mit Preisen von anfangs 29.500 Reichsmark nur für das Fahrgestell konnten sich nur wenige reiche Privatleute den Wagen leisten. Die Pullman-Limousine kostete 38.000 Reichsmark, die Cabriolets waren bis zu 6500 Reichsmark teurer. Von der ersten Serie wurden bis 1938 insgesamt 119 Fahrzeuge produziert.

## Produktionszahlen
| Mercedes-Benz W 07 | Mercedes-Benz W 07 |
| ------------------ | ------------------ |
| Fahrgestell        | 19                 |
| Limousine          | —                  |
| Pullman-Limousine  | 42                 |
| Tourenwagen        | 26                 |
| Cabriolet B        | 2                  |
| Cabriolet C        | 4                  |
| Cabriolet D        | 18                 |
| Cabriolet F        | 8                  |

## Heutiger Bestand
Folgende Fahrzeuge sind öffentlich ausgestellt.

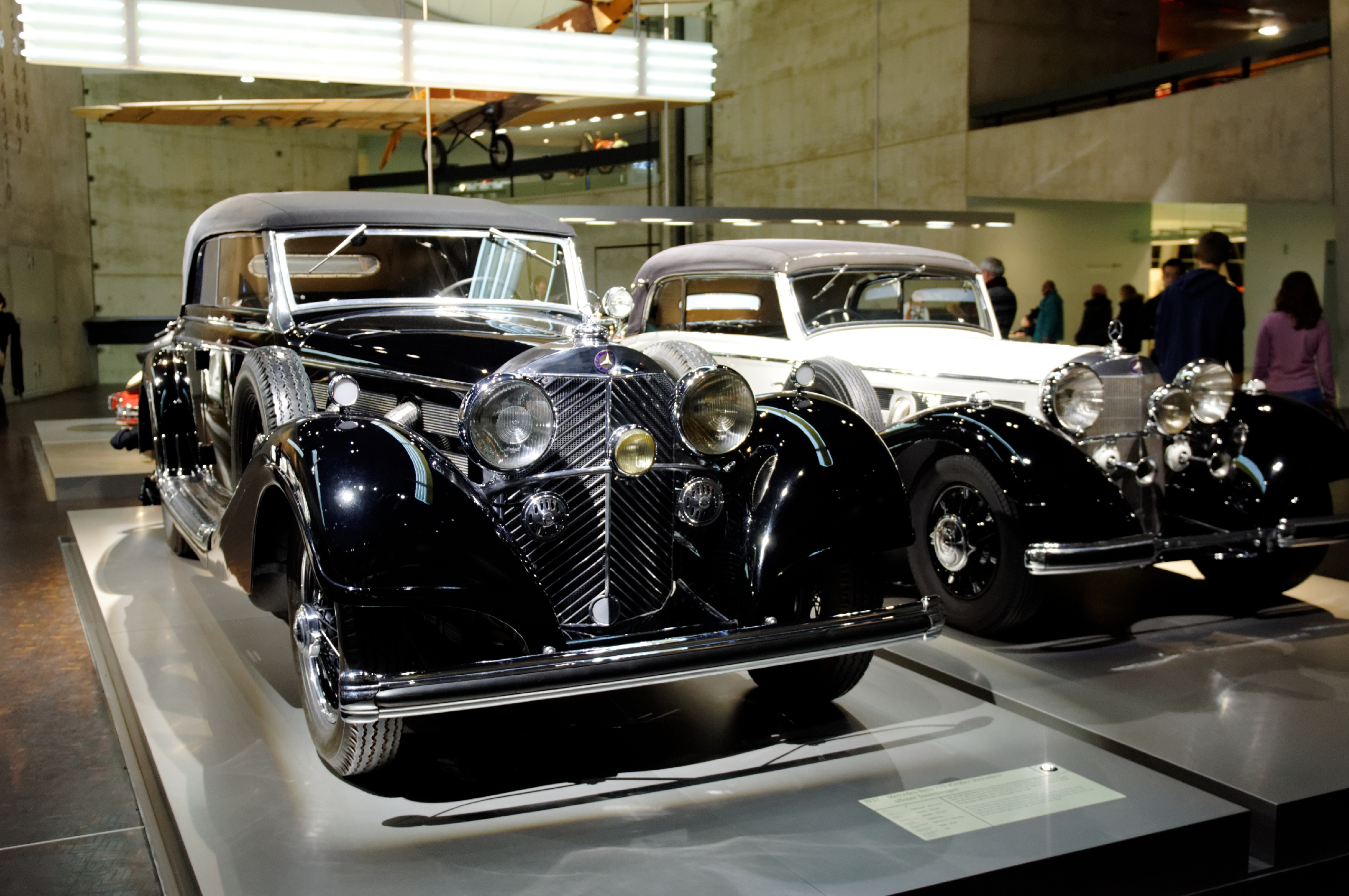
Mercedes-Benz Welt: Offener Tourenwagen
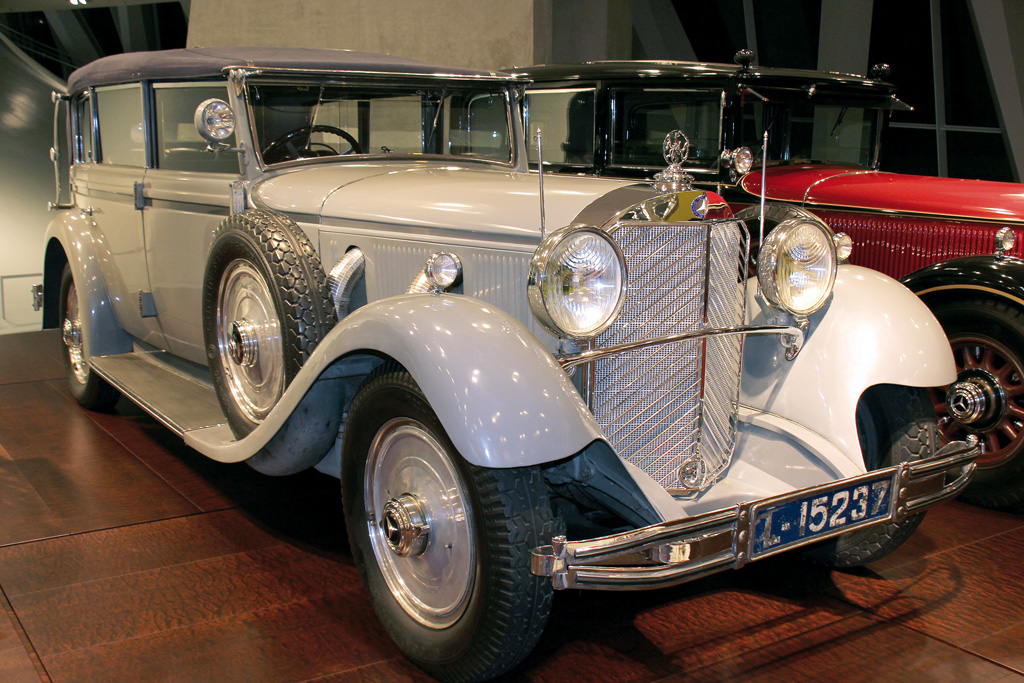
Mercedes-Benz Welt: Cabriolet F Sonderanfertigung (1932) für Ex-Kaiser Wilhelm II.
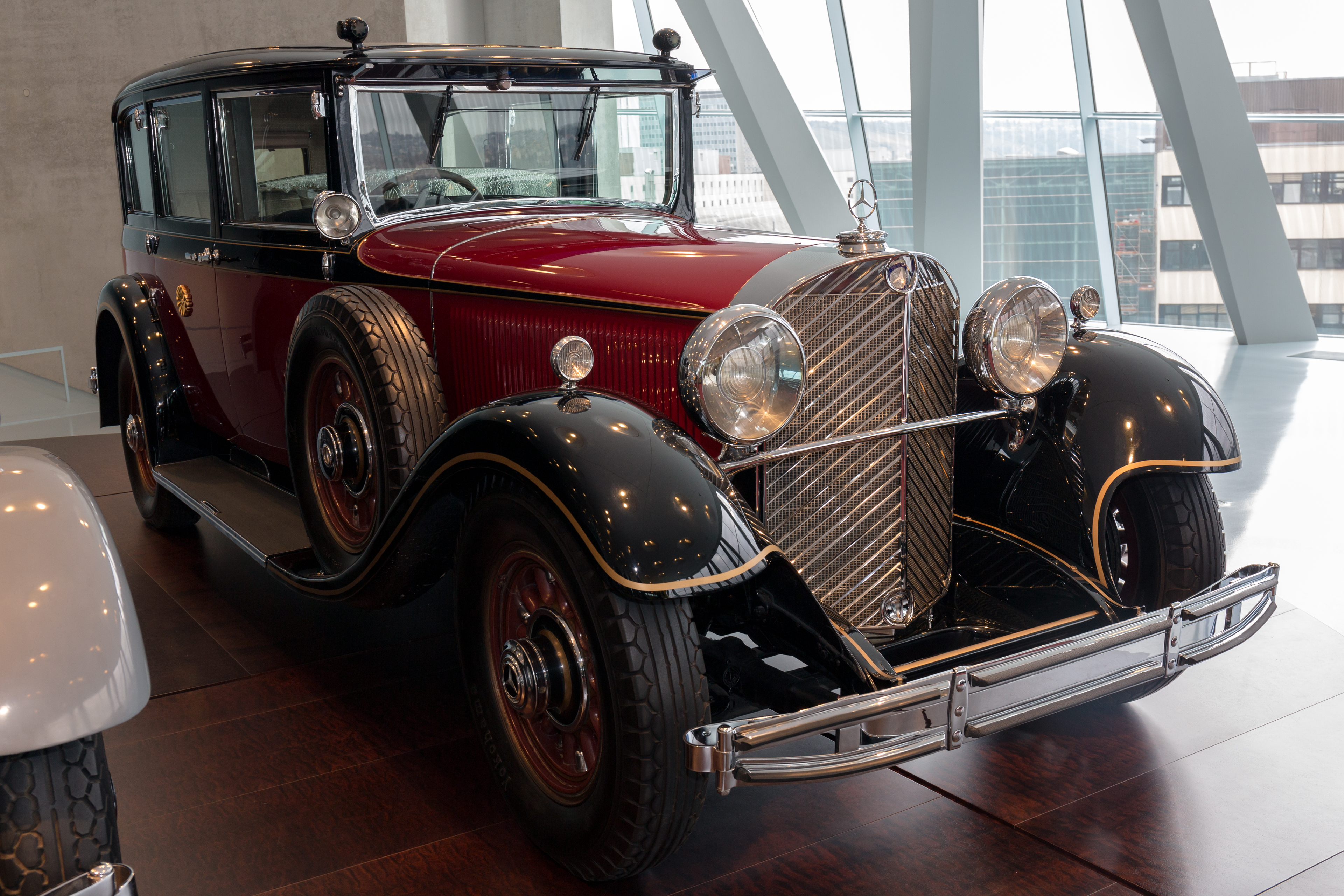
Mercedes-Benz Welt: Pullman-Limousine mit Sonderschutztechnik (1935) des japanischen Tennō Hirohito
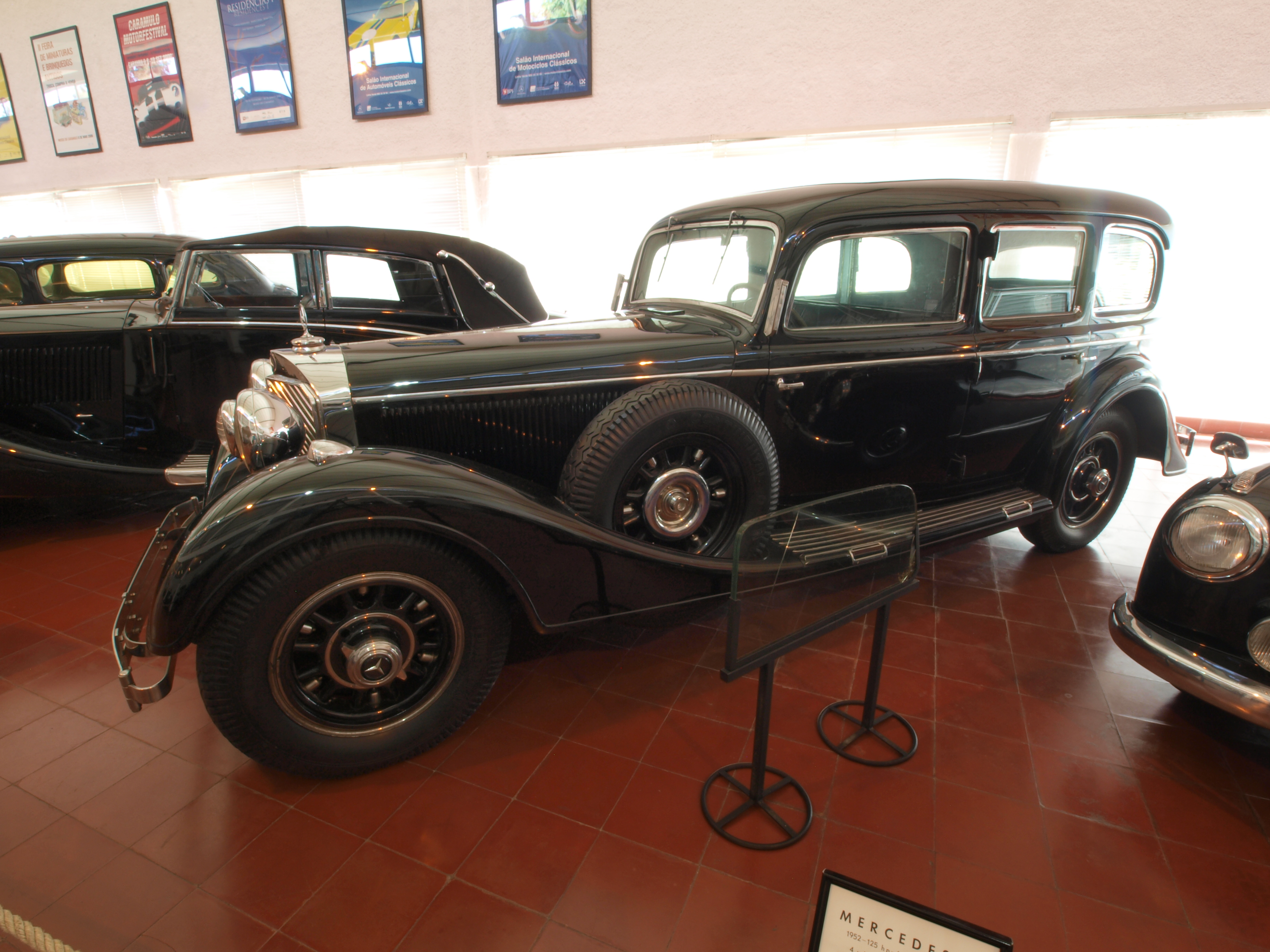
Caramulo-Museum: Limousine (1937) Geschenk Hitlers an den portugiesischen Ministerpräsidenten Salazar

## Technische Daten
|                                              | Typ 770 | Typ 770 (mit Kompressor/Roots-Gebläse) |
| -------------------------------------------- | --- | --- |
| Konstruktionsbezeichnung                     | W 07 | W 07 |
| Bauzeitraum                                  | 1930–1938 | 1930–1938 |
| Motor                                        | | |
| Arbeitsverfahren                             | Viertaktmotor | Viertaktmotor |
| Anordnung im Fahrzeug                        | vorn, längs; stehend | vorn, längs; stehend |
| Motortyp / Baumuster                         | Ottomotor, Typ M 07 | Ottomotor, Typ M 07 K |
| Zylinderzahl / -anordnung                    | 8 / Reihe | 8 / Reihe |
| Kühlung                                      | Flüssigkeitskühlung | Flüssigkeitskühlung |
| Bohrung × Hub                                | 95 × 135 mm | 95 × 135 mm |
| Hubraum                                      | 7665 cm³ (nach Steuerformel 7603 cm³)                                                                                          | 7665 cm³ (nach Steuerformel 7603 cm³) |
| Verdichtung                                  | 4,7 : 1 | 4,7 : 1 |
| Leistung / bei                               | 110 kW (150 PS) bei 2800 min−1                                                                                                 | ohne/mit zugeschaltetem Kompressor: 110/147 kW (150/200 PS) bei 2800 min−1                                                                                                  |
| Ventilanzahl / -anordnung                    | je ein Einlass- und Auslassventil, hängend                                                                                     | je ein Einlass- und Auslassventil, hängend |
| Ventilsteuerung                              | eine seitliche Nockenwelle | eine seitliche Nockenwelle |
| Nockenwellenantrieb                          | über Stirnradgetriebe | über Stirnradgetriebe |
| Gemischaufbereitung                          | 1 Mercedes-Benz-Dreidüsen-Doppelvergaser                                                                                       | 1 Mercedes-Benz-Dreidüsen-Doppelvergaser |
| Zündanlage                                   | je Zylinder zwei Zündkerzen: Doppelzündung aus Hochspannungs-Magnet- und Batteriezündung                                       | je Zylinder zwei Zündkerzen: Doppelzündung aus Hochspannungs-Magnet- und Batteriezündung                                                                                    |
| Kraftstofftank: Anordnung / Fassungsvermögen | im Heck / 120 l | im Heck / 120 l |
| Fahrwerk und Kraftübertragung                | | |
| Rahmenausführung                             | U-Profil-Preßstahl-Niederrahmen mit Kreuzverstrebung                                                                           | U-Profil-Preßstahl-Niederrahmen mit Kreuzverstrebung |
| Radaufhängung; vorne                         | Starrachse | Starrachse |
| Radaufhängung; hinten                        | Starrachse | Starrachse |
| Federung; vorne                              | Halbfedern | Halbfedern |
| Radaufhängung hinten                         | Underslung-Halbfedern | Underslung-Halbfedern |
| Lenkung                                      | Schraubenspindellenkung | Schraubenspindellenkung |
| Bremsanlage (Fußbremse)                      | mechanisch, mit Bosch-Dewandre-Saugluftunterstützung; auf Vorder- und Hinterräder wirkend                                      | mechanisch, mit Bosch-Dewandre-Saugluftunterstützung; auf Vorder- und Hinterräder wirkend                                                                                   |
| Feststellbremse (Handbremse)                 | mechanisch, auf Hinterräder wirkend                                                                                            | mechanisch, auf Hinterräder wirkend |
| Räder                                        | Holz- oder Drahtspeichenräder                                                                                                  | Holz- oder Drahtspeichenräder |
| Felgen                                       | Flachbettfelge 30 x 5 B | Flachbettfelge 30 x 5 B |
| Reifen                                       | 7,00-20 | 7,00-20 |
| Angetriebene Räder                           | Hinterräder | Hinterräder |
| Kraftübertragung                             | Kardanwelle | Kardanwelle |
| Getriebe und Fahrleistungen                  | | |
| Getriebe                                     | Dreigang-Schaltgetriebe mit zusätzlichem Schnellgang (Overdrive)                                                               | Dreigang-Schaltgetriebe mit zusätzlichem Schnellgang (Overdrive) |
| Schaltung                                    | Schalthebel Wagenmitte; Schnellgang halbautomatisch (Saugluft)                                                                 | Schalthebel Wagenmitte; Schnellgang halbautomatisch (Saugluft) |
| Kupplung                                     | Zweischeiben-Trockenkupplung                                                                                                   | Zweischeiben-Trockenkupplung |
| Getriebeart                                  | Zahnrad-Wechselgetriebe | Zahnrad-Wechselgetriebe |
| Getriebe-Übersetzung                         | I. 2,73; II. 1,52; III. 1,0; S. 0,71 oder 0,76                                                                                 | I. 2,73; II. 1,52; III. 1,0; S. 0,71 oder 0,76 |
| Achsantriebsübersetzung                      | 4,50; 4,88 oder 4,30 | 4,50; 4,88 oder 4,30 |
| Höchstgeschwindigkeit                        | 150 km/h | 160 km/h |
| Kraftstoffverbrauch                          | 29 l | 30 l |
| Abmessungen und Gewichte                     | | |
| Radstand                                     | 3750 mm | 3750 mm |
| Spurweite vorn/hinten                        | 1500/1500 mm | 1500/1500 mm |
| Länge                                        | 5600 mm | 5600 mm |
| Breite                                       | 1840 mm | 1840 mm |
| Höhe                                         | 1830 mm | 1830 mm |
| Gewicht des Fahrgestells                     | 1950 kg | 1950 kg |
| Leergewicht (Wagengewicht)                   | 2700 kg | 2700 kg |
| Zul. Gesamtgewicht                           | 3500 kg | 3500 kg |
| Allgemeine Daten                             | | |
| Stückzahl                                    | insgesamt 117 (mit und ohne Kompressor)                                                                                        | insgesamt 117 (mit und ohne Kompressor) |
| Preise                                       | Fahrgestell: 29.500 RM Pullman-Limousine: 38.000 RM Tourenwagen: 39.000 RM Cabriolet C: 41.500 RM Cabriolet B, D, F: 44.500 RM | 1930–1936: Fahrgestell: 32.500 RM Pullman-Limousine: 41.000 RM Tourenwagen: 42.000 RM Cabriolet C: 44.500 RM Cabriolet B, D, F: 47.500 RM 1937–1938: Fahrgestell: 24.000 RM |
| Belege                                       | | |